# Canoa/kayak ai Giochi della XX Olimpiade - Slalom C2 maschile
La competizione dello slalom C2 maschile di Canoa/kayak ai Giochi della XX Olimpiade si è disputata il giorno 30 agosto 1972 nel bacino artificiale Eiskanal ad Augusta.

## Risultati
| Pos.    | Nazione                            | Atleta         | Prima prova | Prima prova | Prima prova | Seconda prova | Seconda prova | Seconda prova | Valido |
| Pos.    | Nazione                            | Atleta         | Tempo       | Pen.        | Totale      | Tempo         | Pen.          | Totale        | Valido |
| ------- | ---------------------------------- | -------------- | ----------- | ----------- | ----------- | ------------- | ------------- | ------------- | ------ |
| Oro     | Walter Hofmann Rolf-Dieter Amend   | Germania Est   | 270,68      | 40          | 310,68      | 285,51        | 160           | 445,51        | 310,68 |
| Argento | Hans-Otto Schumacher Wilhelm Baues | Germania Ovest | 286,96      | 30          | 316,96      | 291,90        | 20            | 311,90        | 311,90 |
| Bronzo  | Jean-Louis Olry Jean-Claude Olry   | Francia        | 322,04      | 40          | 362,04      | 305,10        | 10            | 315,10        | 315,10 |
| 4       | Jürgen Kretschmer Klaus Trummer    | Germania Est   | 299,57      | 30          | 329,57      | NT            | NT            | NT            | 329,57 |
| 5       | Jan Frączek Ryszard Seruga         | Polonia        | 326,21      | 40          | 366,21      | 316,78        | 70            | 386,78        | 366,21 |
| 6       | Janez Andrijašič Peter Guzelj      | Jugoslavia     | NT          | NT          | NT          | 318,01        | 50            | 368,01        | 368,01 |
| 7       | Michael Reimann Olaf Fricke        | Germania Ovest | 301,86      | 70          | 371,86      | 310,00        | 200           | 510,00        | 371,86 |
| 8       | Heimo Müllneritsch Helmar Steindl  | Austria        | 305,14      | 70          | 375,14      | 296,72        | 160           | 456,72        | 375,14 |
| 9       | Theo Nüsing Hans Jakob Hitz        | Germania Ovest | 306,67      | 80          | 386,67      | 324,38        | 90            | 414,38        | 386,67 |
| 10      | František Kadaňka Antonín Brabec   | Cecoslovacchia | 308,88      | 80          | 388,88      | 312,33        | 150           | 462,33        | 388,88 |
| 11      | Gabriel Janoušek Milan Horyna      | Cecoslovacchia | NT          | NT          | NT          | 322,30        | 80            | 402,30        | 402,30 |
| 12      | Tom Southworth John Burton         | Stati Uniti    | 387,38      | 40          | 427,38      | 317,55        | 90            | 407,55        | 407,55 |
| 13      | Jerzy Jeż Wojciech Kudlik          | Polonia        | NT          | NT          | NT          | 366,10        | 50            | 416,10        | 416,10 |
| 14      | Russ Nichols John Evans            | Stati Uniti    | 322,02      | 200         | 522,02      | 310,08        | 130           | 440,08        | 440,08 |
| 15      | David Allen Lindsay Williams       | Gran Bretagna  | NT          | NT          | NT          | 367,08        | 80            | 447,08        | 447,08 |
| 16      | Zdeněk Měšťan Ladislav Měšťan      | Cecoslovacchia | 319,10      | 130         | 449,10      | 319,00        | 140           | 459,00        | 449,10 |
| 17      | Maciej Rychta Zbigniew Leśniak     | Polonia        | 299,64      | 160         | 459,64      | 295,70        | 160           | 455,70        | 455,70 |
| 18      | Jürgen Henze Herbert Fischer       | Germania Est   | NT          | NT          | NT          | 308,44        | 200           | 508,44        | 508,44 |
| 19      | Dušan Tuma Franc Žitnik            | Jugoslavia     | 328,55      | 230         | 558,55      | NT            | NT            | NT            | 558,55 |
| -       | John Court Jon Goodwin             | Gran Bretagna  | NT          | NT          | NT          | NT            | NT            | NT            | -      |